# Kathleen O'Kelly-Kennedy
Kathleen O'Kelly-Kennedy (21 de junio de 1986) es una jugadora de baloncesto en silla de ruedas australiana de 4.0 puntos que juega de centro delantero. Formó parte del equipo nacional femenino de baloncesto en silla de ruedas de Australia, ganador de la medalla de bronce, en los Juegos Paralímpicos de Pekín 2008.
Activa en la recaudación de fondos desde una edad temprana, O'Kelly-Kennedy llevó a un grupo de niños con extremidades perdidas a los Juegos Paralímpicos de Sídney 2000, donde vio por primera vez en acción al equipo nacional femenino de baloncesto en silla de ruedas de Australia, conocido como los Gliders, y se sintió inspirada para dedicarse al baloncesto en silla de ruedas. Ingresó en la Universidad de Illinois con una media beca en 2005 y ganó tres campeonatos nacionales de los Estados Unidos con su equipo femenino.
En 2006, formó parte del equipo de los Gliders que terminó cuarto en el Campeonato Mundial de Baloncesto en Silla de Ruedas en Ámsterdam en 2006. Jugó profesionalmente en Italia en 2010-11 con Sassari y con Elecom Roma en 2011-12. Aunque no fue seleccionada para el equipo de Gliders que jugó en los Juegos Paralímpicos de Londres 2012, ganó una medalla de bronce con Elecom Roma en los Campeonatos Europeos masculinos de ese año y regresó a la alineación de Gliders para la Copa de Osaka en 2013 y para las eliminatorias asiáticas de 2013 en Tailandia para los Campeonatos Mundiales que en Canadá del 19 al 29 de junio de 2014.

## Vida personal
O'Kelly-Kennedy nació el 21 de junio de 1986. De nacimiento una de sus piernas era más corta que la otra y le amputaron el pie derecho cuando tenía dieciocho meses. Asistió a la Escuela Rudolf Steiner de Melbourne y al Luther College en el suburbio de Croydon, en la parte externa del este de Melbourne. Ha representado regularmente al Royal Children's Hospital en la televisión y en los periódicos para el Good Friday Appeal. En 2000, participó en la recaudación de fondos para llevar a un grupo de niños con miembros desaparecidos a los Juegos Paralímpicos de 2000 en Sídney, donde se convirtieron en un equipo de animadores. En Sídney, vio por primera vez al equipo nacional femenino de baloncesto en silla de ruedas de Australia, conocido como los Gliders, en acción.
Más tarde fundó una organización benéfica, Set No Limits y en 2013 ayudó a establecer el programa Red Dust Heelers Healing thru Wheeling, que se centra en conectar a los jóvenes indígenas con discapacidades con el deporte, la educación, el empleo y las oportunidades de estilo de vida. Ha modelado para Vertically Blessed, una empresa de ropa, y ha recibido varios apodos, como Kat, Kitty, Blondie y Felix.

## Baloncesto en silla de ruedas
Es una jugadora clasificada de 4 puntos, que juega de centro/adelantera. Había jugado baloncesto juvenil "stand up" pero después de los juegos de Sídney fue persuadida a probar el baloncesto en silla de ruedas por un amigo de la familia y leyenda del baloncesto en silla de ruedas, Kevin Coombs y los campeones paralímpicos de atletismo Don Elgin y Tim Matthews, que se convirtieron en sus mentores. En 2001 se unió al equipo femenino de baloncesto en silla de ruedas de Victoria (desarrollo) y representó al estado en el Campeonato Nacional de Baloncesto Juvenil en Ballarat, Victoria, en 2002. Este fue también el año en que se convirtió en miembro del Equipo Femenino de Baloncesto en Silla de Ruedas de Victoria. En 2003, O'Kelly-Kennedy pasó a formar parte del Equipo de Desarrollo de Australia, y participó en su primer torneo en el extranjero, en Nueva Zelanda. Formó parte del equipo victoriano en el Campeonato Nacional Juvenil de Adelaida, y viajó a Toronto, Ontario, Canadá, para el Torneo Spitfire. Representó a Australia por primera vez en el Torneo de las Tres Naciones en los Estados Unidos en 2003.
Después de graduarse de la escuela secundaria en 2004, recibió una oferta de media beca para la Universidad de Illinois, donde fue entrenada por Mike Frogley. También recibió una beca del Instituto Victoriano del Deporte en 2006 y 2007. Ganó tres campeonatos nacionales de los Estados Unidos con el equipo de la Universidad de Illinois en 2006, 2007 y 2008. En un partido marcó un máximo en su carrera de 42 puntos.
En 2006, formó parte del equipo nacional en el Torneo Roosevelt en Warm Springs, Georgia, y luego en el Campeonato Mundial de Baloncesto en Silla de Ruedas en Ámsterdam en 2006, donde Australia terminó en cuarto lugar. Formó parte de la alineación de los Gliders en la Copa de Osaka en 2007, donde los Gliders terminaron en segundo lugar, en el Torneo de Clasificación de Asia y el Pacífico de Pekín en Sídney en 2007, donde los Gliders terminaron en primer lugar, y en los Juegos Amistosos celebrados junto con ese torneo, en los que los Gliders terminaron en segundo lugar. También formó parte de la alineación de los Gliders en los Juegos Paralímpicos de Pekín 2008, donde los Gliders derrotaron a Japón en el partido por la medalla de bronce, 53-47.
O'Kelly-Kennedy fue reclutada por el vigente campeón de la Liga Profesional Masculina Italiana, Lottomatica Elecom Roma, para la temporada 2011-12, ganando la medalla de bronce en el Campeonato Europeo 2011-12 en Turquía.
O'Kelly-Kennedy jugó para los Stacks Goudcamp Bears en la Liga Nacional Femenina en 2012, anotando un triple doble en la Final Preliminar. En 2013 volvió a jugar con los Osos, y el equipo ganó medallas consecutivas de subcampeonato. En febrero de 2013 también regresó al equipo nacional para la Copa de Osaka de 2013, donde los Gliders defendieron con éxito el título que habían ganado en 2008, 2009, 2010 y 2012, y para las Eliminatorias Asiáticas en Bangkok en noviembre de 2013.

## Estadísticas
| Competición | Temporada | Partidos | FGM-FGA | FG%  | 3FGM-3FGA | 3FG% | FTM-FTA | FT%  | PF | Pts | TOT  | AST | PTS  |
| WNWBL       | 2013      | 15       | 93–231  | 40.3 | —         | 0.0  | 15-36   | 41.0 | 14 | 201 | 11.7 | 2.5 | 13.4 |
| WNWBL       | 2012      | 9        | 54–137  | 39.4 | —         | 0.0  | 14–40   | 35.0 | 25 | 122 | 9.9  | 2.4 | 13.6 |
| WNWBL       | 2011      | 18       | 105–199 | 52.8 | —         | 0.0  | 14–43   | 32.6 | 42 | 224 | 6.6  | 2.2 | 12.4 |
| WNWBL       | 2010      | 5        | 24–54   | 44.4 | —         | 0.0  | 4–11    | 36.4 | 8  | 52  | 10.2 | 3.4 | 10.4 |

| FGM, FGA, FG%: tiros de campo realizados, intentados y porcentaje                  |
| 3FGM, 3FGA, 3FG%: tiros de campo de tres puntos marcados , intentados y porcentaje |
| FTM, FTA, FT%: tiros libres realizados, intentados y porcentaje                    |
| PF: faltas personales                                                              |
| Pts, PTS: puntos , promedio por juego                                              |
| TOT: promedio de pérdidas de balón por juego                                       |
| AST: promedio de asistencias por juego                                             |